# Hydrosilylace
Hydrosilylace je chemická reakce, při níž se za přítomnosti katalyzátoru připojuje vazba Si-H na násobnou vazbu; substráty jsou obvykle nenasycené organické sloučeniny. Z alkenů vznikají alkyl- a z alkynů vinylsilany. U aldehydů a ketonů jsou produkty silylethery. Hydrosilylace bývá považována za „nejvýznamnější způsob využití platiny k homogenní katalýze“.

## Mechanismus

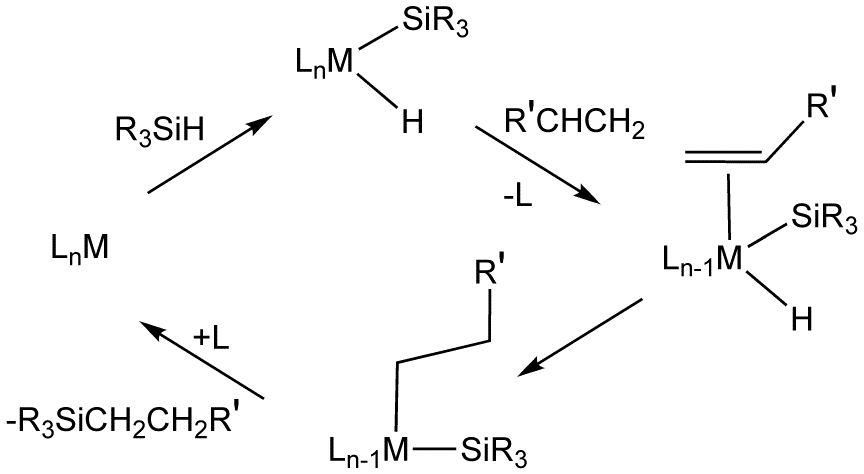
Zjednodušený mechanismus hydrosilylace alkenu katalyzované kovem

Hydrosilylace alkenů je významným způsobem přípravy organokřemičitých sloučenin. Reakční mechanismus je podobný jako u hydrogenace alkenů a často se i používají podobné katalyzátory.
Hydrosilylační reakce probíhají převážně Chalkovým-Harrodovým mechanismem, kdy se utváří kovový komplex obsahující hydridovou skupinu, silylový ligand (R3Si) a alken, který je substrátem. Poté probíhá oxidační adice, jejímž meziproduktem je komplex silanu a přechodného kovu, v němž jsou ještě přítomny některé vazby Si-H.
Hydrosilylace alkenů většinou probíhá proti Markovnikovovu pravidlu, takže se křemík při hydrosilylaci koncového alkenu nejčastěji navazuje na koncový uhlík; byly však také popsány hydrosilylace, které probíhaly v souladu s Markovnikovovým pravidlem. V některých případech se tvoří vinyl- nebo allylsilany beta-hydridovou eliminací.
Hydrosilylaci (probíhající podobným mechanismem) lze provést i u alkynových substrátů, příkladem může být adice triethylsilanu na difenylacetylen:
(C2H5)3SiH + (C6H5)C≡C(C6H5) → (C2H5)3Si(C6H5)C=CH(C6H5)

## Asymetrická hydrosilylace
Z chirálních fosfinových ligandů lze připravit katalyzátory pro asymetrickou hydrosilylaci; příkladem je reakce trichlorsilanu se styrenem za vzniku 1-fenyl-1-(trichlorsilyl)ethanu:
Cl3SiH + C6H5CH=CH2 → (C6H5)(CH3)CHSiCl3
Pomocí katalyzátorů založených na palladiu a binaftylovaných monofosfinových ligandech lze dosáhnout téměř dokonale enantioselektivní hydrosilylace.

## Povrchová silylace
Křemíkové wafery mohou být pomocí kyseliny fluorovodíkové zbaveny zbytků oxidu křemičitého, čímž se také vytvoří křemíkové řetězce zakončené vodíkem. Na takto upravených površích mohou být provedeny hydrosilylační reakce s nenasycenými sloučeninami (jako jsou koncové alkeny a alkyny) za tvorby stabilních monovrstev.
Si-H + H2C=CH(CH2)7CH3 → Si-CH2CHH-(CH2)7CH3
Hydrosilylace zde může být iniciována ultrafialovým zářením při pokojové teplotě a nebo zahřátím (obvykle na teploty 120 až 200 °C); přitom je potřeba suché prostředí bez přítomnosti kyslíku.
Tímto způsobem vytvořené vrstvy chrání křemík před oxidací a používají se v mnoha různých zařízeních.

## Katalyzátory

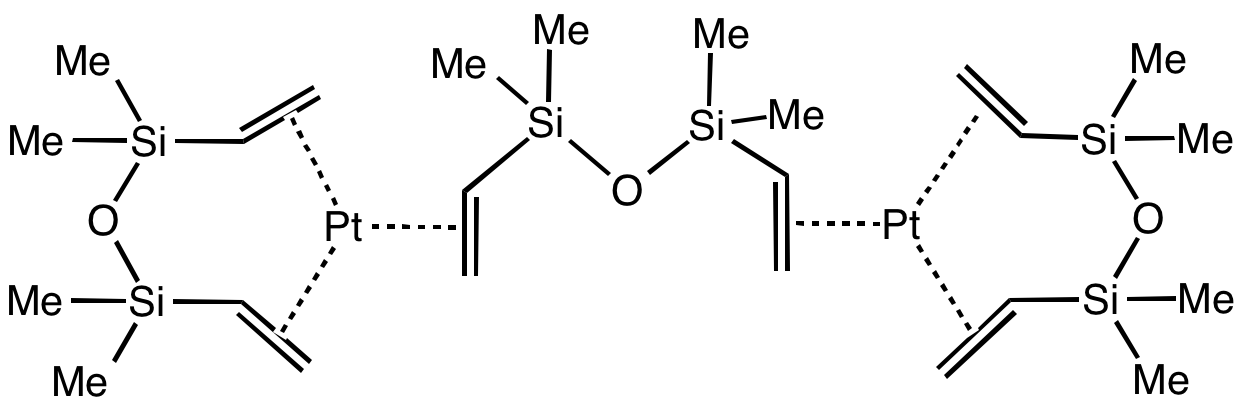
Při hydrosilylacích se často používá Kartstedtův katalyzátor.

Před objevem platinových katalyzátorů se hydrosilylační reakce běžně neprováděly. V roce 1947 byla popsána hydrosilylace katalyzovaná peroxidy, ovšem Speierův objev kyseliny chloroplatičité znamenal velký průlom.
Později se začal používat Kartstedtův katalyzátor, což je lipofilní komplex rozpustný v průmyslově významných organických rozpouštědlech.. Při hydrosilylacích jsou často účinné i některé katalyzátory hydrogenace, jako je Wilkinsonův katalyzátor.